# Mistrovství Evropy v judu 1960

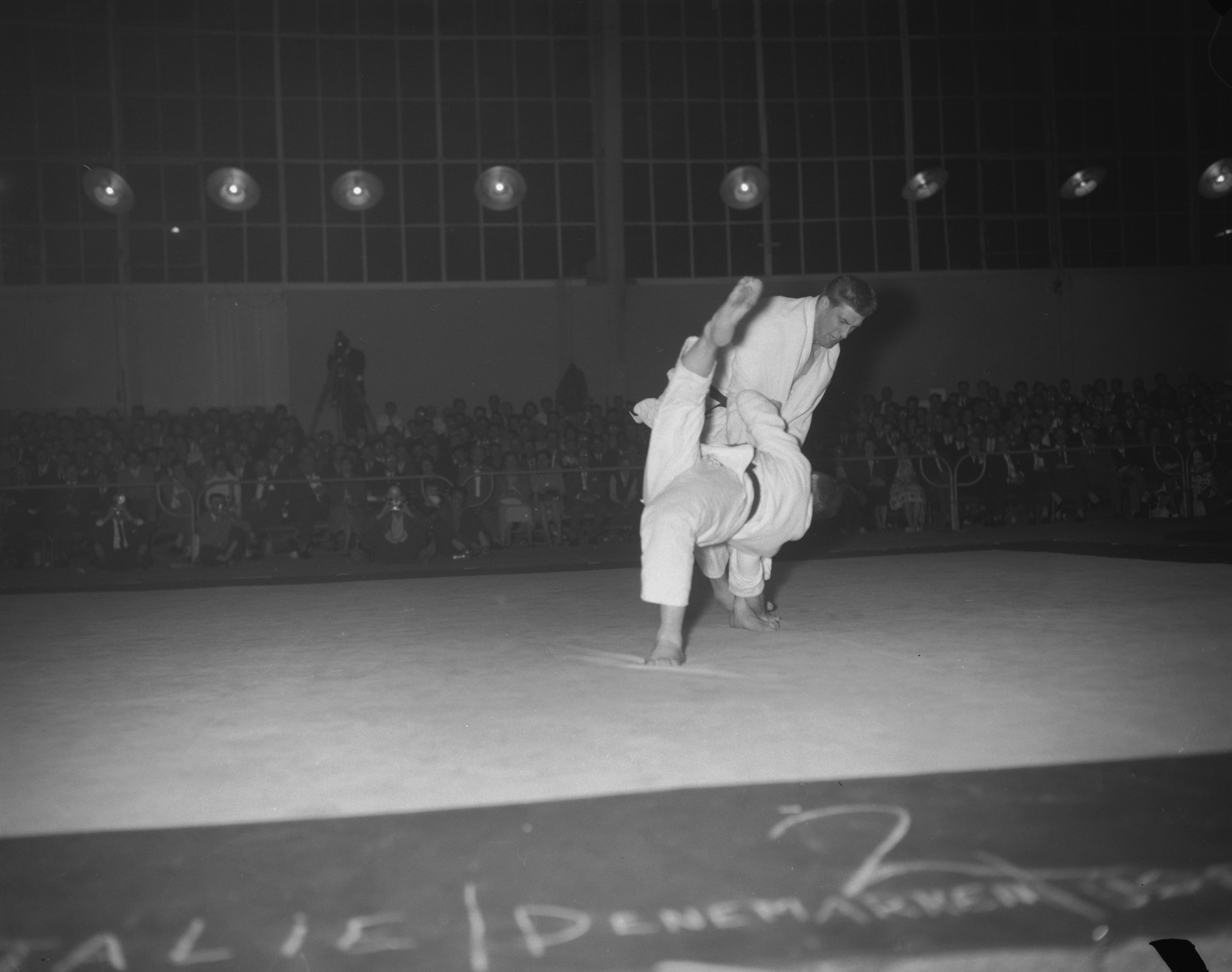
Zápas Antona Geesinka na Mistrovství Evropy v judu 1960

X. Mistrovství Evropy v judu za rok 1960 proběhlo v Amsterdamu, Nizozemsko v hale Apollohal ve dnech 14. až 15. května 1960.

## Informace a program turnaje
- seznam účastníků

Na mistrovství Evropy bylo přihlášeno 14 zemí: Nizozemsko, Belgie, Francie, Spolková republika Německo, Německá demokratická republika, Lucembursko, Československo, Itálie, Polsko, Švýcarsko, Jugoslávie, Dánsko, Portugalsko, Rakousko. Celkem startovalo 175 sportovců.
Judisté bojovali k.o. vyřazovacím způsobem. Judista, který v turnaji prohrál byl definitivně vyřazen. Poražení semifinalisté získali automaticky bronzovou medaili (3. místo).
- SO – 14. 5. 1960
- NE – 15. 5. 1960

## Československá stopa
Čeští judisté na vrcholných sportovních akcích
Vedoucí výpravy: ???, šéftrenér reprezentace: ???.
Na mistrovství Evropy startovalo za Československo 7 judistů:
- −68 kg: Jaroslav Klenot (*1936) z TJ Spartak Praha Sokolovo, obsadil 5. místo
- −68 kg: Leopold Pišín (*1935) z TJ Gottwaldov

- −80 kg: Jaroslav Polák (*1937) (*1941) z TJ Spartak Hradec Králové, obsadil 5. místo
- −80 kg: František Jelen (*1941) z TJ Spartak Praha Sokolovo, obsadil 5. místo

- +80 kg: Jindřich Kaděra (*1937) z TJ Baník Ostrava, obsadil 3. místo
- +80 kg: Josef Novotný (*1934) z TJ Gottwaldov

- BRV: Jindřich Kaděra (*1937) z TJ Baník Ostrava, obsadil 5. místo
- BRV: ???

- 1. Dan: František Jelen (*1941) z TJ Spartak Praha Sokolovo

- jun BRV: Petr Kostelník z TJ VTŽ Chomutov

## Výsledky

### Individuální soutěže
| Muži    | Zlato                                          | Stříbro                | Bronz                       | Bronz            |
| Muži    | Váhové kategorie                               | Váhové kategorie       | Váhové kategorie            | Váhové kategorie |
| ------- | ---------------------------------------------- | ---------------------- | --------------------------- | ---------------- |
| −68 kg  | Matthias Schießleder (FRG)                     | Johann Goor (FRG)      | Jacobus Bonte (NED)         | ?                |
| −80 kg  | Heinrich Metzler (FRG)                         | Hein Essink (NED)      | Hendrikus van Tergouw (NED) | ?                |
| +80 kg  | Anton Geesink (NED)                            | Nicola Tempesta (ITA)  | Jindřich Kaděra (TCH)       | ?                |
| Muži    | Zlato                                          | Stříbro                | Bronz                       | Bronz            |
| Muži    | Kategorie technických stupňů                   |                        |                             |                  |
| 1. Dan  | Michel Franceschi (FRA)                        | Jacques le Berré (FRA) | Iwijne Perdaens (BEL)       | ?                |
| 2. Dan  | Jean-Pierre Dessailly (FRA)                    | Alphonse Lemoine (FRA) | Horst Hein (FRG)            | ?                |
| 3. Dan  | Theodor Guldemont (BEL)                        | Nicola Tempesta (ITA)  | Gerhard Alpers (FRG)        | ?                |
| 4. Dan  | Daniel Outelet (BEL)                           | Anton Wagenaar (NED)   | Hein Essink (NED)           | ?                |
| Muži    | Zlato                                          | Stříbro                | Bronz                       | Bronz            |
| Muži    | Kategorie bez rozdílu vah a technických stupňů |                        |                             |                  |
|         | Anton Geesink (NED)                            | Nicola Tempesta (ITA)  | Stojan Stojaković (YUG)     | ?                |
| Junioři | Zlato                                          | Stříbro                | Bronz                       | Bronz            |
| Junioři | Kategorie bez rozdílu vah juniorů              |                        |                             |                  |
|         | Marcel Etienne (BEL)                           | Rob Paanen (NED)       | ?                           | ?                |

### Soutěže družstev
| Muži                              | Zlato                                                                                                   | Stříbro                                                                                           | Bronz                                                                                       | Bronz                                                                                              |
| --------------------------------- | --- | ------------------------------------------------------------------------------------------------- | ------------------------------------------------------------------------------------------- | -------------------------------------------------------------------------------------------------- |
| Družstva podle váhových kategorií | Nizozemsko (NED) (Willem Dadema, Hein Essink, Geurt van den Dolewaard, Anton Geesink, Theo van Ierland) | Francie (FRA) (Lionel Grossain, Jacques le Berré, Marcel Nottola, Michel Rabut, Mathieu Vallauri) | Rakousko (AUT) (Walter Gauhs, Josef Herzog, Leopold Körner, Paul Kunisch, Ernst Stögmüller) | Belgie (BEL) (Pierre Brouha, Marcel Clause, Theodor Guldemont, Daniel Outelet, Norman Steenhuyzen) |